# LaFee (album)
LaFee – debiutancki album studyjny niemieckiej piosenkarki LaFee, wydany na CD w Europie 22 czerwca 2006 roku nakładem EMI i Capitol Records.

## Opis
Album LaFee był nagrywany w okresie od lipca do października 2005 roku w studiu La Hacienda na hiszpańskiej wyspie Ibiza. Został wyprodukowany i zmiksowany przez Boba Arnza. Arnz wraz z Gerdem Zimmermannem i LaFee napisał także muzykę i teksty do wszystkich utworów z albumu, z wyjątkiem „Was ist das”, w którym za muzykę i tekst odpowiedzialni byli, odpowiednio, Marko Bussian i Peter Ries.
Album został wydany na CD w Europie 22 czerwca 2006 roku nakładem EMI i Capitol Records. Był promowany czterema singlami: „Virus”, wydanym 19 marca 2006 roku; „Prinzesschen”, wydanym 2 czerwca 2006 roku; „Was ist das”, wydanym 1 września 2006 roku i „Mitternacht”, wydanym 24 listopada 2006 roku.
20 maja 2011 roku album został wydany w zbiorczym wydaniu Classic Albums wraz z drugim albumem studyjnym LaFee – Jetzt erst recht.

## Inne edycje
23 czerwca 2006 roku i 3 listopada 2006 roku do sprzedaży trafiły, odpowiednio, Edycja Specjalna (Special Edition) i Limitowana Edycja Szwajcarska (Limitierte Schweiz-Edition). Edycje te zawierały bonusowy utwór „Warum” oraz dodatkową płytę DVD, zawierającą utwory „Virus” i „Prinzesschen” w wersji Karaoke Video, a ponadto materiał o powstawaniu utworu „Virus” Making Of Virus oraz galerię zdjęć.
30 listopada 2006 roku ukazała się edycja Bravo Edition, na której nieobecny był znany z edycji podstawowej utwór „Wo bist du (Heavy-Mix)”, za to znajdował się na nim utwór „Warum” oraz utwory „Virus”, „Sterben für dich”, „Lass mich frei”, „Das erste Mal” i „Mitternacht” w wersji z podkładem muzycznym odegranym na fortepianie (Piano Version). Dołączona była także rozszerzona część (Enhanced Part) na płycie DVD, zawierająca teledyski do piosenek „Virus” i „Prinzesschen”, teledysk do „Was ist das” w wersji online (Online Version), teledysk do „Mitternacht” w wersji reżyserskiej (Directors Cut Version) oraz galerię zdjęć.

## Lista utworów
Opracowano na podstawie materiału źródłowego.
| Nr  | Tytuł utworu             | Długość |
| --- | ------------------------ | ------- |
| 1.  | „Prinzesschen”           | 4:20    |
| 2.  | „Virus”                  | 3:57    |
| 3.  | „Mitternacht”            | 4:46    |
| 4.  | „Wo bist du (Mama)”      | 4:42    |
| 5.  | „Verboten”               | 3:48    |
| 6.  | „Halt mich”              | 3:37    |
| 7.  | „Das erste Mal”          | 3:19    |
| 8.  | „Du lebst”               | 4:25    |
| 9.  | „Was ist das”            | 3:56    |
| 10. | „Lass mich frei”         | 3:28    |
| 11. | „Sterben für dich”       | 3:00    |
| 12. | „Wo bist du (Heavy-Mix)” | 3:39    |
|     |                          | 46:57   |

| Utwory dodatkowe – Special Edition i Limitierte Schweiz-Edition | Utwory dodatkowe – Special Edition i Limitierte Schweiz-Edition | Utwory dodatkowe – Special Edition i Limitierte Schweiz-Edition |
| Nr                                                              | Tytuł utworu                                                    | Długość                                                         |
| --------------------------------------------------------------- | --------------------------------------------------------------- | --------------------------------------------------------------- |
| 1.                                                              | „Warum”                                                         | 3:35                                                            |

| Materiały dodatkowe na DVD – Special Edition i Limitierte Schweiz-Edition | Materiały dodatkowe na DVD – Special Edition i Limitierte Schweiz-Edition | Materiały dodatkowe na DVD – Special Edition i Limitierte Schweiz-Edition |
| Nr                                                                        | Tytuł utworu                                                              | Długość                                                                   |
| ------------------------------------------------------------------------- | ------------------------------------------------------------------------- | ------------------------------------------------------------------------- |
| 1.                                                                        | „Virus (Karaoke Video)”                                                   | 4:00                                                                      |
| 2.                                                                        | „Prinzesschen (Karaoke Video)”                                            | 3:50                                                                      |
| 3.                                                                        | „Making Of Virus”                                                         | 5:00                                                                      |
| 4.                                                                        | „Foto Galerie”                                                            |                                                                           |

| Utwory dodatkowe – Bravo Edition | Utwory dodatkowe – Bravo Edition   | Utwory dodatkowe – Bravo Edition |
| Nr                               | Tytuł utworu                       | Długość                          |
| -------------------------------- | ---------------------------------- | -------------------------------- |
| 1.                               | „Virus (Piano Version)”            | 3:54                             |
| 2.                               | „Sterben für dich (Piano Version)” | 3:00                             |
| 3.                               | „Lass mich frei (Piano Version)”   | 3:53                             |
| 4.                               | „Das erste Mal (Piano Version)”    | 3:06                             |
| 5.                               | „Mitternacht (Piano Version)”      | 3:04                             |
| 6.                               | „Warum”                            | 3:35                             |

| Materiały dodatkowe na DVD – Bravo Edition | Materiały dodatkowe na DVD – Bravo Edition    | Materiały dodatkowe na DVD – Bravo Edition |
| Nr                                         | Tytuł utworu                                  | Długość                                    |
| ------------------------------------------ | --------------------------------------------- | ------------------------------------------ |
| 1.                                         | „Virus (Video)”                               |                                            |
| 2.                                         | „Prinzesschen (Video)”                        |                                            |
| 3.                                         | „Was ist das (Video) (Online Version)”        |                                            |
| 4.                                         | „Mitternacht (Video) (Directors Cut Version)” |                                            |
| 5.                                         | „Foto Galerie”                                |                                            |

## Twórcy
Opracowano na podstawie materiału źródłowego.
Zespół LaFee w składzie
- LaFee – wokal
- Ricky Garcia – gitara
- Omar Ibrahim – gitara basowa
- Klaus Hochhäuser – instrumenty klawiszowe
- Tamon Nüssner – perkusja

Muzycy dodatkowi
- Igor Gianola, Christoph Siemons, Gerd Zimmermann – gitara
- Frank Stumvoll, Christoph Siemons, Gerd Zimmermann – gitara basowa
- Wolfgang Filz, Bob Arnz(inne języki) – perkusja
- Gerd Zimmermann, Marko Bussian(inne języki) – fortepian
- Sissis Goulis – buzuki (w utworze „Verboten”)

Produkcja
- Bob Arnz – produkcja muzyczna, miksowanie, perkusja, muzyka, teksty
- Gerd Zimmermann – przedprodukcja, programowanie, inżynieria, muzyka, teksty
- Marko Bussian – programowanie, inżynieria, muzyka (w utworze „Was ist das”)
- Peter Ries – teksty (w utworze „Was ist das”)
- LaFee – muzyka, teksty
- Valery Kloubert – fotografie
- Koeln80 – oprawa graficzna

## Notowania na listach przebojów
Notowania tygodniowe
| Lista (2006)                        | Pozycja |
| ----------------------------------- | ------- |
| Austria (Ö3 Austria Top 40)         | 1       |
| Niemcy (Offizielle Deutsche Charts) | 1       |
| Szwajcaria (Alben Top 100)          | 19      |

## Certyfikaty
| Region                 | Certyfikat |
| ---------------------- | ---------- |
| Austria (IFPI Austria) | platyna    |
| Niemcy (BVMI)          | 3× złoto   |